# Harry Reynolds (Radsportler, 1935)
Harold Thomas „Harry“ Reynolds (* 12. Oktober 1935 in Birmingham) ist ein ehemaliger britischer Radrennfahrer.

## Sportliche Laufbahn
Reynolds war im Straßenradsport aktiv und Teilnehmer der Olympischen Sommerspiele 1956 in Melbourne. Im olympischen Straßenrennen belegte er den 19. Rang. In der Mannschaftswertung gewann er gemeinsam mit Alan Jackson, Bill Holmes und Stan Brittain die Silbermedaille.
In der nationalen Meisterschaft im Straßenrennen wurde er beim Sieg von Alan Jackson Dritter. 1956 gewann er das Eintagesrennen Solihull Grand Prix vor John Pound. 1958 gewann er eine Reihe von Straßenrennen in Großbritannien und wurde 8. in der Tour of Britain. 
1957 wurde er Unabhängiger, später Berufsfahrer im Radsportteam Falcon. 1960 bestritt er mit der britischen Nationalmannschaft die Tour de France und schied auf der 12. Etappe aus.  